# Szkoła florencka
Szkoła florencka – szkoła włoskiego malarstwa rozwijająca się od XIII wieku we Florencji.

## Protorenesans
Pierwszym ważnym malarzem we Florencji był Cimabue, który tworzył w jeszcze bizantyjskiej tradycji, aczkolwiek jego twórczość zapowiadała już pewne zmiany. Rzeczywistym założycielem szkoły florenckiej był Giotto. Jego umiejętności przedstawiania trójwymiarowych form i przestrzeni, oddawania ludzkich emocji oraz prostota kompozycji uczyniły jego dzieła rewolucyjnymi. Wpływ tego artysty na florenckich malarzy był ogromny.

## Wczesny renesans
W pierwszej ćwierci XV wieku, u progu quattrocenta malarstwo florenckie doświadczyło wpływu gotyku międzynarodowego, za sprawą sieneńczyka Lorenzo Monaco i Masolina da Panicale, którzy pracowali nad freskami w kaplicy Brancaccich. Styl "ozdobny",  który reprezentowali, polegał na upodobaniu do dekoracyjnej linii, czystych barw oraz płytkiej przestrzeni. W opozycji znalazł się surowy, tzw. "prosty", styl Masaccia, przyjaciela i ucznia architekta Brunelleschiego i rzeźbiarza Donatella, wraz z którymi stał się pionierem renesansu. Paolo Uccello zasłynął dzięki swojemu studiowaniu perspektywy. Fra Angelico, dominikanin, rozwinął prosty, wyrazisty styl wykorzystywany przez niego do celów dydaktycznych. Pogoda ducha i jasny koloryt jego prac były kontynuowane w twórczości Domenica Veneziano i Alessio Baldovinetti. Wpływ Donatella uwidocznił się silnie w dziełach Andrei del Castagno. Początkowa inspiracja Masacciem u Fra Filippo Lippiego została zastąpiona wpływem sztuki Donatella i malarstwa niderlandzkiego. Dekoracyjność i niderlandzki realizm splatają się z kolei w twórczości Benozza Gozzoli i Domenica Ghirlandaio.